# Muhámmad ben Tughŷ
Abū Bakr Muḥammad ibn Ṭuġŷ ibn Ŷuff ibn Yiltakīn ibn Fūrān ibn Fūrī ibn Jāqān (8 de febrero de 882-24 de julio de 946), más conocido por el título al-Ijshīd (árabe: الإخشيد) a partir del 939, fue un comandante abásida y gobernador. Administró autónomamente Egipto y partes del Levante desde 935 hasta su muerte en 946. Fue el fundador de la dinastía sunita ijshídida, que gobernó la región hasta la conquista fatimí de 969.

## Origen y primeros años
Según el diccionario biográfico compilado por Ibn Khallikan, Muhámmad ibn Tughŷ nació en Bagdad el 8 de febrero de 882, en la calle que conduce a la Puerta de Kufa. Su familia era de origen turco del valle de Ferganá en Transoxiana, y reclamaba descendencia real; el nombre de su antepasado, «jagán» (gran kan), es un título real turco. El abuelo de Muhámmad, Ŷuff, dejó Ferghana para ingresar al servicio militar en la corte abásida en Samarra, al igual que el padre de Ibn Tulun, el fundador de la dinastía tulúnida. Ŷuff y su hijo, el padre de Muhámmad ibn Tughŷ, sirvieron a los abasíes, pero Tughŷ más tarde entró al servicio de los tuluníes, quienes desde 868 se convirtieron en señores autónomos de Egipto y Levante. Tughŷ sirvió a los tulúnidas como gobernador de Tiberíades (capital del distrito de Jordania), Alepo (capital del distrito de Qinnasrin) y Damasco (capital del distrito homónimo). Desempeñó un papel importante en repeler el ataque de los cármatas en Damasco en 903; aunque derrotado en la batalla, sostuvo la ciudad contra los cármatas durante siete meses hasta que, con la llegada de refuerzos de Egipto, fueron expulsados. Por lo tanto, Muhámmad ibn Tughŷ pasó gran parte de su juventud en el Levante tulúnida al lado de su padre, adquiriendo sus primeras experiencias en la administración: desempeñándose como subgobernador de Tiberíades.
Después de la muerte del hijo de Ibn Tulun, Jumarawayh, en 896, el estado tulúnida comenzó a desmoronarse rápidamente y no logró resistir los intentos abasíes de restablecer su autoridad directa sobre el Levante y Egipto en 905. Tughŷ se pasó a las filas de los invasores abasíes de Muhámmad ibn Sulaymán al-Katib, y fue nombrado gobernador de Alepo como recompensa; el mismo al-Katib fue víctima de intrigas en la corte poco después, y Tughŷ junto con sus hijos Muhámmad y Ubayd Allah fueron encarcelados en Bagdad. Tughŷ murió en prisión en 906, pero los hermanos fueron liberados poco después. Los hijos de Tughŷ participaron en el golpe palaciego que intentó deponer al nuevo califa, al-Muqtádir (908-932), y sustituirlo por Ibn al-Mu'tazz en diciembre de 908. Aunque la intentona fracasó, Muhámmad ibn Tughŷ y su hermano pudieron vengarse de su encarcelamiento asesinando al visir al-Abbás ibn al-Hasan al-Jarjara'i con la ayuda de Huséin ibn Hamdán. Tras el fracaso del golpe, los tres huyeron: Ibn Hamdán regresó a su Mesopotamia superior natal y Ubayd Allah huyó al este junto a Yúsuf ibn Abi'l-Saŷ, mientras que Muhammad escapó a Siria.
En Siria, Muhámmad ibn Tughŷ entró al servicio del supervisor fiscal de las provincias de la zona, Abu'l-Abbás al-Bistam. Pronto siguió a su nuevo maestro a Egipto, y después de la muerte de al-Bistam en junio de 910, continuó sirviendo a su hijo. Finalmente, atrajo la atención del gobernador local, Takin al-Jazari, quien lo envió a gobernar las tierras allende el río Jordán, con capital en Amán. En 918, rescató una caravana de de peregrinos, entre los cuales se encontraba una de las damas de la madre de al-Muqtádir, de los asaltantes beduinos, lo que hizo más estimado en la corte abasí. Dos años más tarde, Ibn Tughŷ se granjeó un patrocinador influyente cuando sirvió brevemente bajo el poderoso general en jefe abasí Munis al-Muzáffar, que fue a defender Egipto de una invasión fatimí. Durante la campaña, Ibn Tughŷ mandó las mejores tropas del ejército egipcio. Los dos hombres evidentemente establecieron una relación, y se mantuvieron en contacto a partir de entonces.
Cuando Takin regresó a Egipto en calidad de gobernador en 923, Ibn Tughŷ se unió a él allí, pero los dos hombres se pelearon en 928 por la negativa de Takin a darle a Ibn Tughŷ el puesto de gobernador de Alejandría. Ibn Tughŷ escapó de la capital Fustat por una artimaña, y logró obtener de Bagdad el nombramiento de gobernador de Palestina; el titular, al-Rashidi, huyó de la capital provincial, Ramla, a Damasco, cuyo gobierno asumió. Su huida, según el historiador Jere L. Bacharach, puede indicar que Ibn Tughŷ mandaba un importante contingente militar. Tres años más tarde, en julio de 931, Ibn Tughŷ fue ascendido a gobernador de Damasco, mientras que al-Rashidi regresó a Ramla. Ambos nombramientos fueron probablemente el resultado de la relación de Ibn Tughŷ con Munis al-Muzáffar, quien en ese momento estaba en el apogeo de su poder e influencia.

## Toma de control de Egipto

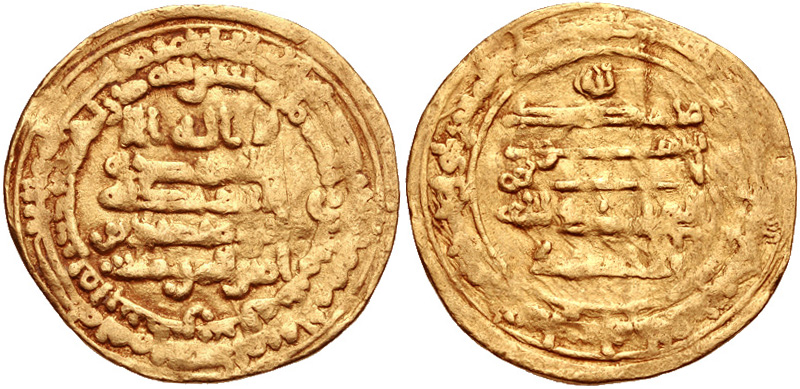
Dinar de Ibn Tughŷ

Takin murió en marzo de 933, y su hijo y sucesor, Muhámmad, no logró someter Egipto. Ibn Tughŷ fue nombrado nuevo gobernador en agosto, pero un mes después se le revocó el nombramiento antes de que pudiera llegar a la región y se nombró en su lugar a Áhmad ibn Kayghalagh. El momento del retiro de Ibn Tughŷ coincide con el arresto (y posterior asesinato) de Mu'nis por parte del califa al-Qahir (r. 932-934) el 22 de septiembre, lo que sugiere que el nombramiento de Ibn Tughŷ se debió probablemente también a Mu'nis. El hecho de que al-Qahir enviase un eunuco llamado Bushri para reemplazar a Ibn Tughŷ en Damasco después de la caída de Mu'nis refuerza esta opinión. Bushri pudo hacerse cargo del gobierno de Alepo (incluido en su nombramiento), pero Ibn Tughŷ se negó a entregarle el poder, lo derrotó y apresó. El califa acusó entonces a Áhmad ibn Kayghalagh de obligar a Ibn Tughŷ a rendirse, pero aunque Áhmad marchó contra Ibn Tughŷ, ambos evitaron el combate. En su lugar, se reunieron y llegaron a un acuerdo de apoyo mutuo, manteniendo el statu quo.
Áhmad ibn Kayghalagh pronto demostró ser incapaz de restablecer el orden en la provincia, cada vez más turbulenta. Para el 935, las tropas se amotinaron por falta de paga, y las incursiones de los beduinos se reanudaron. Al mismo tiempo, el hijo de Takin, Muhámmad y el administrador fiscal Abu Bakr Muhámmad ibn Ali al-Madharaí, herederos de una dinastía de burócratas que habían manejado las finanzas de la provincia desde la época de Ibn Tulun y acumularon una enorme riqueza, debilitaban la posición de Ibn Kayghalagh y envidiaban su posición. Las luchas internas estallaron entre las tropas orientales (mashariqa), principalmente soldados turcos, que apoyaron a Muhammad ibn Takin, y los occidentales (maghariba), probablemente bereberes y africanos negros, que tomaron partido por Ibn Kayghalagh. Con el apoyo en esta ocasión del ex-visir e inspector general de las provincias occidentales al-Fadl ibn Ŷa'far ibn al-Furat, cuyo hijo estaba casado con una de las hijas de Ibn Tughŷ, este fue una vez más nombrado gobernador de Egipto. Sin arriesgarse, organizó la invasión del país por tierra y mar. Aunque Ibn Kayghalagh pudo retrasar el avance del ejército enemigo, la flota de Ibn Tughŷ tomó Tinnis y el delta del Nilo y avanzó hacia la capital, Fustat. Sorprendido por la maniobra y vencido en el combate, Ibn Kayghalagh huyó a territorio fatimí. El victorioso Muhámmad ibn Tughŷ entró en Fustat el 26 de agosto de 935.
Con la capital bajo su control, Ibn Tughŷ tuvo que enfrentarse a los fatimíes. Los maghariba que se habían negado a someterse a Ibn Tughŷ habían huido a Alejandría y luego a Barca acaudillados por Habashi ibn Áhmad, e invitaron al califa fatimí al-Qa'im (r. 934-946) a invadir Egipto, prometiéndole colaborar en la labor. La suerte sonrió al principio a los invasores fatimíes: los bereberes Kutama al servicio de estos se apoderaron de la isla de al-Rawda en el Nilo y quemaron su arsenal. Los almirantes de Ibn Tughŷ, Ali ibn Badr y Bajkam, se pasaron al enemigo, y la misma Alejandría fue conquistada en marzo del 936. Sin embargo, el 31 de marzo, el hermano de Ibn Tughŷ al-Hasan derrotó a las fuerzas fatimíes cerca de Alejandría, expulsándolas de la ciudad y obligándolas a retirarse de Egipto y a volver a Barca, de donde había partido la invasión. Durante la campaña, Ibn Tughŷ prohibió el saqueo a sus tropas, lo que, según J. L. Bacharach, era indicativo de que preveía permanecer en Egipto.

## Gobierno de Egipto
Al escribir al califa Ar-Radi (r. 934-940) en 936, Ibn Tughŷ podía presentarle un historial encomiable: había impedido la invasión fatimí y emprendido las primeras medidas para mejorar la situación financiera de la provincia. El califa lo confirmó en su puesto y le envió túnicas de honor. Como escribe Hugh N. Kennedy: «en cierto modo, la amenaza fatimí en realidad ayudó a Ibn Tughŷ» ya que, mientras apoyaba a los abasíes, «los califas estaban dispuestos a cambio a dar su aprobación a su gobierno». Su posición en la corte abasí fue suficiente para que pidiera en 938 el título honorífico (laqab) de al-Ijshid, que originalmente habían ostentado los reyes de su tierra natal, Ferganá. El califa Ar-Radi accedió a la solicitud, aunque la aprobación formal se retrasó hasta julio de 939. Después de recibir la confirmación oficial, Ibn Tughŷ exigió que en adelante se le llamara únicamente por su nuevo título.
Se sabe muy poco acerca de las medidas internas de al-Ijshid. Sin embargo, el silencio de las fuentes sobre problemas regionales durante su reinado, aparte de una revuelta chiita en 942, que fue rápidamente sofocada, contrasta con la narrativa habitual de las incursiones beduinas, disturbios urbanos por precios elevados, o revueltas e intrigas militares y dinásticas, e indica que restauró la tranquilidad interna y el gobierno en Egipto. Según el diccionario biográfico de Ibn Jallikan, era «un príncipe resuelto, que mostraba una gran previsión en la guerra y una gran atención a la prosperidad de su imperio; trataba a la clase militar con honor y gobernaba con habilidad y justicia». Sus rivales potenciales Muhammad ibn Takin y al-Madharai fueron rápidamente vencidos e incorporados a la nueva administración. Este último había intentado resistirse en vano a la toma de posesión de al-Ijshid, ya que sus tropas habían desertado inmediatamente, y fue inicialmente encarcelado por al-Ijshid, que lo liberó en 939. Pronto recuperó su estado e influencia, y sirvió brevemente como regente del hijo y heredero de al-Ijshid, Unuŷur, en 946, antes de ser derrocado y encarcelado por un año. A partir de entonces, y hasta su muerte en 957, se retiró a la vida privada. Al igual que los tulúnidas antes que él, al-Ijshid también tuvo especial cuidado en organizar un ejército propio del que formaron parte soldados esclavos turcos y negros africanos.

## La política exterior y la lucha por Siria
Como comandante y gobernante en Egipto, Al-Ijshid fue un hombre paciente y cauteloso. Logró sus objetivos tanto por la diplomacia y los lazos con personajes poderosos en el régimen de Bagdad, como por la fuerza, e incluso entonces tendió a evitar la confrontación militar directa siempre que fue posible. Su conflicto con Áhmad ibn Kayghalagh fue indicativo de su enfoque: en lugar de un enfrentamiento directo, la tregua entre los dos le dio a Al-Ijshid el tiempo de reconocer la situación en Egipto antes de actuar. Aunque siguió los pasos de Ibn Tulun, sus ambiciones eran más modestas y sus objetivos más prácticos, como se hizo particularmente evidente en sus políticas hacia Siria y el resto del califato. Históricamente, la posesión de Siria, y en particular de Palestina, fue un objetivo de la política exterior para muchos gobernantes de Egipto, para excluir la ruta de invasión más probable hacia el país. Ibn Tulun antes y Saladino después de Al-Ijshid fueron dos ejemplos típicos de gobernantes egipcios que pasaron gran parte de sus reinados asegurando el control de Siria, y de hecho utilizaron a Egipto principalmente como fuente de ingresos y recursos para lograr este objetivo. Al-Ijshid difería de ellos; Bacharach lo describe como un "realista cauteloso y conservador". Sus objetivos eran limitados pero claros: su principal preocupación era Egipto y el establecimiento de su familia como una dinastía hereditaria, mientras que Siria seguía siendo un objetivo secundario. A diferencia de otros hombres fuertes militares de la época, no tenía intención de participar en el concurso por el control de Bagdad y el gobierno califal a través de la oficina todopoderosa de amir al-umara; de hecho, cuando el califa al-Mustakfi (r. 944-946) le ofreció el puesto, lo rechazó.

### Conflicto con Ibn Ra'iq

El Levante abasí en el siglo.

Tras la expulsión de los fatimíes de Egipto, Al-Ijshid hizo que sus tropas ocuparan toda el Levante hasta Alepo, aliándose, como Ibn Tulun, con la tribu local de los Banu Kilab para fortalecer su dominio sobre el norte de Siria. Como gobernador de Siria, su mandato se extendió a las fronteras (thughur) con el Imperio bizantino en Cilicia. Así, en 936/7 o 937/8 (muy probablemente en otoño 937) recibió una embajada del emperador bizantino, Romano I Lecapeno (r. 920-944), para organizar un intercambio de prisioneros. Aunque se llevó a cabo en nombre del califa Ar-Radi, fue un honor especial y un reconocimiento implícito de la autonomía de Al-Ijshid, ya que la correspondencia y las negociaciones para tales eventos normalmente se dirigían al califa en lugar de a los gobernadores provinciales. El intercambio tuvo lugar en el otoño de 938, lo que dio como resultado la liberación de 6300 musulmanes por un número equivalente de cautivos bizantinos. Como los bizantinos tenían 800 prisioneros más que los musulmanes, estos tuvieron que ser rescatados y fueron liberados gradualmente durante los próximos seis meses.
Mientras que el amir al-umara Ibn Ra'iq estaba en el poder en Bagdad (936-938) con el viejo amigo de al-Ijshid, al-Fadl ibn Ŷa'far ibn al-Furat, las relaciones con Bagdad eran buenas. Sin embargo, tras el reemplazo de Ibn Ra'iq por el turco Bajkam, Ibn Ra'iq recibió una nominación del califa a la gobernación de Siria y en 939 marchó hacia el oeste para reclamarlo de las fuerzas de al-Ijshid. El nombramiento de Ibn Ra'iq enfureció a al-Ijshid, quien envió un emisario a Bagdad para aclarar la situación. Allí, Bajkam le informó que el califa podría nombrar a quien él eligiera, pero que, en última instancia, no importaba: era la fuerza militar lo que determinaría quién sería el gobernador de Siria e incluso de Egipto, no un nombramiento por parte de un califa títere. Si Ibn Ra'iq o al-Ijshid salían victoriosos del conflicto, pronto vendría la confirmación califal. Al-Ijshid se enfureció aún más por la respuesta y, según se informa, durante un tiempo incluso amenazó con entregar una de sus hijas al califa fatimí al-Qa'im y que se acuñaran monedas y la oración del viernes en su nombre en lugar del califa abasí, hasta que los abasíes reconfirmaron formalmente su posición. Los fatimitas estaban preocupados por la revuelta de Abu Yazid y no pudieron ofrecer ninguna ayuda.
Desde Raqqa, las tropas de Ibn Ra'iq tomaron rápidamente los distritos del norte de Siria, que gobernaba el hermano de al-Ijshid, Ubayd Allah, mientras que las fuerzas egipcias se retiraron al sur. En octubre o noviembre, los hombres de Ibn Ra'iq habían llegado a Ramla y se trasladaron al Sinaí. Al-Ijshid dirigió a su ejército contra Ibn Ra'iq, pero después de un breve enfrentamiento en al-Farama, los dos hombres llegaron a un pacto, en virtud del cual se dividieron el Levante entre ellos: los territorios al sur de Ramla fueron para al-Ijshid, y los septentrionales, para Ibn Ra'iq. Sin embargo, en mayo o junio de 940, al-Ijshid supo que Ibn Ra'iq se encaminaba de nuevo contra Ramla. Una vez más, el señor egipcio condujo a su ejército a la batalla. Aunque fue derrotado en al-Arish, pudo reagrupar rápidamente a sus tropas y emboscar a Ibn Ra'iq, lo que impidió a este entrar en Egipto y lo obligó a retirarse a Damasco. Al-Ijshid envió a su hermano, Abu Nasr al-Husayn, con otro ejército contra Ibn Ra'iq, pero fue vencido y muerto en Lajjun. A pesar de su victoria, Ibn Ra'iq optó por la paz: le dio a Abu Nasr un entierro honorable y envió a su hijo, Muzahim, como emisario, a Egipto. Fiel a su estrategia política, al-Ijshid aceptó. El acuerdo recuperó el reparto territorial del año anterior, aunque al-Ijshid se comprometió a pagar un tributo anual de ciento cuarenta mil dinares de oro. El acuerdo se cimentó mediante el matrimonio de Muzahim con la hija de Al-Ijshid, Fátima.

### Conflicto con los hamdánidas
La paz no duró mucho, ya que la agitación política en Bagdad continuó. En septiembre de 941, Ibn Ra'iq asumió una vez más el puesto de amir al-umara por invitación del califa al-Muttaqui (r. 940-944), pero no era tan poderoso como antes. Incapaz de detener el avance de otro hombre fuerte, Abu'l-Husayn al-Baridi de Basora, tanto Ibn Ra'iq como el califa se vieron obligados a abandonar Bagdad y buscar la ayuda del gobernante hamdánida de Mosul. Este último pronto hizo asesinar a Ibn Ra'iq (abril de 942) y le sucedió como amir al-umara con el laqab de Nasir al-Dawla. Al-Ijshid aprovechó la oportunidad para volver a ocupar Siria, dirigiendo sus fuerzas personalmente en junio de 942 y aventurándose hasta Damasco, antes de regresar a Egipto en enero de 943. Los hamdánidas también reclamaron Siria al mismo tiempo, pero las fuentes no registran detalles de sus expediciones allí. La posición de Nasir al-Dawla como amir al-umara también demostró ser débil, y en junio de 943 fue expulsado por el general turco Tuzun. En octubre, el califa al-Muttaqi, temiendo que Tuzun intentara reemplazarlo, huyó de la capital y buscó refugio nuevamente con los hamdánidas. Aunque Nasir al-Dawla y su hermano Sayf al-Dawla albergaron al califa, tampoco enfrentaron a las tropas de Tuzun, y en mayo de 944 llegaron a un acuerdo que entregó la Alta Mesopotamia y el norte de Siria a los hamdaníes a cambio de reconocer la posesión de Irak por parte de Tuzun. Nasir al-Dawla envió a su primo al-Husayn ibn Saíd para que se hiciera cargo de las provincias sirias que se le habían asignado en este acuerdo. Las fuerzas ijhsídidas desertaron o se retiraron, y al-Husayn rápidamente tomó los distritos de Qinnasrin y Homs.
Tal como sucedió, los emisarios de Tuzun, quienes protestaron por su lealtad, persuadieron a al-Muttaqi de que regresara a Irak, donde fue encarcelado, cegado y depuesto el 12 de octubre y reemplazado por Al-Mustakfi. Al-Mustakfi reconfirmó la gobernación de al-Ijshid, pero en este punto era un gesto vacío. De acuerdo con J. L. Bacharach, aunque el historiador del siglo XIII Ibn Said al-Maghribi informa de que al-Ijshid tomó inmediatamente el juramento de lealtad y leyó la oración del viernes en el nombre del nuevo califa, basado en la evidencia numismática, parece haber retrasado el reconocimiento de al-Mustakfi y su sucesor instalado por los búyidas, al-Muti (r. 946-974) durante varios meses al abstenerse de incluirlos en su acuñación, en un acto que fue una declaración clara y deliberada de su independencia de facto de Bagdad. Esta independencia también fue reconocida por otros; el contemporáneo De Ceremoniis registra que en la correspondencia de la corte bizantina, al «emir de Egipto» se le otorgó un sello de oro por valor de cuatro sólidos, al igual que al califa de Bagdad.
Luego de su reunión con al-Muttaqi, al-Ijshid regresó a Egipto, dejando el campo abierto para el ambicioso Sayf al-Dawla. Las fuerzas ijshídidas que quedaron en Siria eran relativamente débiles, y el caudillo hamdánida, habiendo ganado el apoyo de los Banu Kilab, tuvo pocas dificultades para capturar Alepo el 29 de octubre de 944. Luego comenzó a extender su control sobre las provincias del norte de Siria hasta Hims. Al-Ijshid envió un ejército bajo los eunucos Abu ul-Misk Kafur y Fatik contra el hamdánida, pero fue derrotado cerca de Hama y se retiró a Egipto, abandonando Damasco y Palestina a los hamdánidas. Al-Ijshid se vio obligado a hacer campaña una vez más en persona en abril de 945, pero al mismo tiempo envió emisarios a proponer a Sayf al-Dawla un acuerdo en línea con el de Ibn Ra'iq: el príncipe hamdánida mantendría el norte de Siria, mientras que al-Ijshid le pagaría un tributo anual por la posesión de Palestina y Damasco. Sayf al-Dawla se negó y, al parecer, incluso se jactó de que conquistaría el propio Egipto, pero al-Ijshid tenía la ventaja: sus agentes lograron sobornar a varios líderes hamdánidas, y se ganó a los ciudadanos de Damasco, quienes les cerraron las puertas a los hamdánidas y las abrieron para al-Ijshid. Los dos ejércitos se encontraron cerca de Qinnasrin en mayo, donde los hamdánidas fueron derrotados. Sayf al-Dawla huyó a Raqqa, dejando su capital Alepo a merced de al-Ijshid.
Sin embargo, en octubre los dos bandos llegaron a un acuerdo que, en líneas generales, seguía la propuesta anterior ijshidí: al-Ijshid reconoció el control hamdánida sobre el norte de Siria e incluso aceptó enviar un tributo anual a cambio de la renuncia de Sayf al-Dawla a Damasco. El señor hamdánida también debía casarse con una de las hijas o sobrinas de al-Ijshid. Para este, conservar Alepo era menos importante que el sur de Siria con Damasco, que era el baluarte oriental de Egipto. Siempre que estos permanecieran bajo su control, estaba más que dispuesto a permitir la existencia de un Estado hamdánida en el norte. El gobernante egipcio sabía que tendría dificultades para imponer y mantener el control sobre el norte de Siria y Cilicia, que tradicionalmente había tenido más influencia de la Mesopotamia superior e Irak. Al abandonar sus reclamos sobre estas provincias distantes, Egipto no solo se ahorraría el costo de mantener un gran ejército allí, sino que el emirato hamdánida también cumpliría el útil papel de estado amortiguador contra las incursiones de Irak y del resurgido Imperio bizantino. De hecho, a lo largo del gobierno de al-Ijshid y del de sus sucesores, las relaciones con los bizantinos fueron bastante amistosas, ya que la falta de una frontera común y la hostilidad común hacia los fatimíes garantizaron que los intereses de los dos Estados no chocaran. A pesar del intento de Sayf al-Dawla de penetrar de nuevo en el sur de Siria poco después de la muerte de al-Ijshid, el trazado de la frontera quedó fijado en 945, e incluso sobrevivió a ambas dinastías, formando la línea divisoria entre el norte de Siria con influencia mesopotámica y la meridional dominada por Egipto, hasta que los mamelucos tomaron toda la región en 1260.

## Muerte y legado
A mediados de la primavera de 946, al-Ijshid envió emisarios a los bizantinos para acordar otro intercambio de prisioneros (que finalmente se verificó bajo los auspicios de Sayf al-Dawla en octubre). El emperador Constantino VII (r. 913-959) respondió con otra encabezada por Juan Místico que llegó a Damasco el 11 de julio. El 24 de julio de 946, al-Ijshid murió en Damasco. La sucesión de su hijo Unuŷur fue pacífica e indiscutible, debido a la influencia del poderoso y talentoso general en jefe, Kafur, uno de los muchos esclavos africanos negros reclutados por el difundo. Este siguió siendo el principal ministro y señor virtual de Egipto durante los veintidós años siguientes, asumiendo el poder por derecho propio en 966, que mantuvo hasta su fallecimiento dos años después. Animado por su muerte, en 969 los fatimíes invadieron y conquistaron Egipto, acontecimiento que marcó el comienzo de una nueva era en la historia del país.
Los historiadores medievales notaron los muchos paralelismos entre al-Ijshid y sus antecesores tulunidas, especialmente Jumarawayh. Ibn Saíd incluso afirmó que, según los astrólogos egipcios, los dos hombres habían entrado en Egipto el mismo día del año y con la misma estrella en el mismo ascendente. Sin embargo, hubo diferencias importantes: al-Ijshid carecía de la «extravagancia» (según Hugh Kennedy) de los tulúnidas. La cautela de Al-Ijshid y la moderación autoimpuesta en sus objetivos de política exterior también contrastaron con la actitud de sus contemporáneos y otros señores de Egipto que lo precedieron y siguieron, lo que le valió una reputación de extrema cautela, a menudo malinterpretada como timidez por los contemporáneos. También se lo tildó de menos cultivado que su predecesor Ibn Tulun. A diferencia de este, que construyó una capital completamente nueva en al-Qattaí y una famosa mezquita, al-Ijshid no fue ni un patrón de los artistas y poetas, ni un gran constructor. Según el historiador Thierry Bianquis, los cronistas medievales lo describieron como «hombre colérico y glotón, a la vez astuto e inclinado a la avaricia», pero con una afición por los lujos importados del este, y especialmente los perfumes. Su amor por el lujo oriental pronto se extendió también entre las clases altas de Fustat e influyó en el estilo y la moda de los productos egipcios, que comenzaron a imitarlos.